# Spalgis
Spalgis is een geslacht van vlinders van de familie van de Lycaenidae, uit de onderfamilie van de Miletinae. De soorten van dit geslacht komen voor in de tropische gebieden van Afrika en Azië.

## Soorten
- S. asmus Parsons
- S. baiongus Cantlie & Norman, 1960
- S. epius (Westwood, 1851)
- S. jacksoni Stempffer, 1967
- S. lemolea Druce, 1890
- S. takanamii Eliot, 1984
- S. tintinga (Boisduval, 1833)